# A Matter of Life and Death
Az A Matter of Life and Death a brit Iron Maiden tizennegyedik nagylemeze, mely 2006. augusztus 28-án jelent meg világszerte. Olaszországban és Finnországban már augusztus 25-én, míg az Egyesült Államokban, Kanadában és Japánban csak szeptember 5-én került a boltok polcaira.

## Áttekintés
A lemez nem egy konceptalbum, de a háború és a vallás visszatérő témák az album szövegeiben. Ezt támasztja alá a háborús tematikájú borító is. A lemezcímet az azonos című, második világháborús film alapján választották, melynek főszereplője a Brit Királyi Légierőnél szolgáló pilóta. Emellett Bruce Dickinson azt is nyilatkozta, hogy a címet (és az albumon szereplő sötét tematikájú dolgokat) részben a zenekari tagok gyermekkori élményei is inspirálták, amit a hidegháború évei alatt tapasztaltak.
A lemez felvételei az "Eddie Rips Up the World Tour" turné után kezdődtek meg, melyeket, csakúgy, mint az előző Dance of Death lemez esetén, most is a londoni Sarm West stúdióban rögzítettek. 2000 óta ez már a harmadik olyan lemezük volt, amelyet azonos felállás készített el, így a Powerslave óta a második legstabilabb tagság alkotja a zenekart. Az addig megjelent Iron Maiden albumok közül ez lett a leghosszabb 71 perc 54 másodperces játékidejével. Összességében pedig a második leghosszabb albumuk a The Final Frontier után. Erre az albumra kerültek fel a zenekar addig leghosszabb számai, melyek átlagos ideje több mint 7 perc. A Piece of Mind, a The X Factor és a Virtual XI után ez a negyedik olyan stúdióalbumuk, melyet nem egy, a lemezen is szereplő dal után neveztek el. A lemez borítóját Tim Bradstreet készítette el, ami az előző lemez frontjával ellentétben kedvező kritikákban részesült. Tim legismertebb műve a Megtorló című képregény grafikái.

### Zenei irányvonal
Zeneileg a Brave New World és a Dance of Death lemezek irányvonala teljesedik ki, még hosszabb és összetettebb dalok formájában. Így ez lett az addigi legkomplexebb, legprogresszívabb és legsötétebb hangulatú albumuk. A lemezt dinamikai és tempóváltásokban gazdag, epikus dalok teszik ki nagyrészt, de az olyan rövidebb dalokban, mint a Different World vagy a The Pilgrim, is jelen van egyfajta melankolikusabb hangnem. A produceri munkálatokat ezúttal egymaga Kevin Shirley végezte el. A These Colours Don't Run című dal azoknak az embereknek a megszemélyesítése, akiknek a háború a munkájuk. A szám témája a lojalitás, az elvhűség, valamint önmagad feláldozása egy olyan ügyért, amely nem önző. A The Longest Day egy háborús nóta, mely a normandiai partraszállás napját dolgozza fel. A For the Greater Good of God a vallás árnyoldalait feszegeti.

### Megjelenés
Az albumról két kislemezt adtak ki, a The Reincarnation of Benjamin Breeg és a Different World címűeket. A zenekar honlapján már a megjelenés előtt bele lehetett hallgatni az albumba. Először a Different World, majd a Brighter Than a Thousand Suns dalokat tették közre. A "Different World" dalra videóklipet is forgattak, mely hasonló animációs megoldásokat tartalmaz, mint a Wildest Dreams.
A normál CD-s kiadás mellett megjelent egy limitált számú, bónusz DVD-t is tartalmazó kiadás. A közel egyórás DVD tartalmaz egy félórás dokumentum filmet, videófelvételeket, valamint részleteket a stúdiós munkálatokról. A "The Making of A Matter of Life and Death" című filmet az a Matthew Amos rendezte, aki már a The Early Days és a Death on The Road DVD-n is dolgozott már velük. A bónusz DVD-n megnézhető a The Reincarnation of Benjamin Breeg promó videója is. A lemezt bemutató "A Matter of Life and Death Tour" turné észak-amerikai, japán és európai koncertjein teljes egészében előadták a lemezt. A 2006. december 23-i Earl's Court-ban adott londoni koncerten jelentették be, hogy többet nem fogják az egész anyagot előadni.

### Fogadtatás
A lemez igen pozitív kritikákban részesült. Az angol Metal Hammer 10 pontból 10-et adott rá, míg Kerrang! 5-ből 5-öt és kijelentette, hogy egy klasszikus született. De ezenkívül a Sputnik Music is maximális pontszámot adott rá. A Classic Rock olvasói év lemezének szavazták meg. Csakúgy mint az előző lemezt ezt is érték elégedetlenebb kritikák, a Rolling Stone az 5 csillagból 3-at adott, és megállapította, hogy a zenekar "elegánsan öregszik".
Az album kereskedelmileg is széles sikereket ért el. A UK Albums Chart listáján a 4., míg a Billboard 200-on a 9. helyen nyitott. Ezzel ez volt az első olyan Iron Maiden album, mely az amerikai eladási listákon bekerült a top 10-be. Ezen kívül 11 országban vezette az eladási listákat. A kiadvány Indiában is hatalmas sikereket aratott, ez volt ott az első heavy metal album, amely – az előkelő – 4. helyen nyitott, majd a 2. helyig kúszott fel. Továbbá azon kevés rock/metallemezek közé tartozik, melyek platinalemez státuszt értek el az országban.
A lemezmegjelenés napján több mint 220 000 darabot adtak el belőle, két nap múlva pedig már félmilliót. A kiadás után egy héttel már 1 milliónál is több példányt értékesítettek belőle. Finnországban az első héten aranylemez minősítést kapott. Összességében 34 országban került be a top 20-as listákra. Magyarországon a 2. helyen nyitott a MAHASZ eladási listáján.

## Az album dalai
|     | Cím                                 | Dalszöveg         | Zene                 | Hossz |
| --- | ----------------------------------- | ----------------- | -------------------- | ----- |
| 1.  | Different World                     | Steve Harris      | Adrian Smith, Harris | 4:17  |
| 2.  | These Colours Don't Run             | Bruce Dickinson   | Smith, Harris        | 6:52  |
| 3.  | Brighter Than a Thousand Suns       | Dickinson, Harris | Smith, Harris        | 8:44  |
| 4.  | The Pilgrim                         | Harris            | Janick Gers, Harris  | 5:07  |
| 5.  | The Longest Day                     | Dickinson         | Smith, Harris        | 7:48  |
| 6.  | Out of the Shadows                  | Dickinson         | Dickinson, Harris    | 5:36  |
| 7.  | The Reincarnation of Benjamin Breeg | Harris            | Dave Murray, Harris  | 7:21  |
| 8.  | For the Greater Good of God         | Harris            | Harris               | 9:24  |
| 9.  | Lord of Light                       | Dickinson         | Smith, Harris        | 7:23  |
| 10. | The Legacy                          | Harris            | Gers, Harris         | 9:22  |

Bónusz dalok (iTunes kiadás)
|     | Cím                                              | Dalszöveg | Zene   | Hossz |
| --- | ------------------------------------------------ | --------- | ------ | ----- |
| 11. | Hallowed Be Thy Name (Radio 1 'Legends' Session) | Harris    | Harris | 7:11  |

## Közreműködők
- Bruce Dickinson – ének
- Dave Murray – gitár
- Janick Gers – gitár
- Adrian Smith – gitár, vokál, gitárszintetizátor a "Brighter than a Thousand Suns" című számban.
- Steve Harris – basszusgitár, vokál, billentyűs hangszerek
- Nicko McBrain – dob

## Helyezések és eladások
| Lista                          | Pozíció |
| ------------------------------ | ------- |
| India                          | #2      |
| Kanadai albumlista             | #2      |
| Német albumlista               | #1      |
| Brit albumlista                | #4      |
| U.S. Billboard 200             | #9      |
| U.S. Billboard Top Rock Albums | #4      |
| Svájc                          | #2      |
| Chile                          | #3      |
| Spanyolország                  | #4      |
| Finnország                     | #1      |
| Görögország                    | #1      |
| Brazília                       | #1      |
| Olaszország                    | #1      |
| Törökország                    | #2      |
| Svédország                     | #1      |
| Írország                       | #5      |
| Szlovénia                      | #1      |
| Szerbia                        | #1      |
| Horvátország                   | #1      |
| Magyarország                   | #2      |
| Csehország                     | #1      |
| Norvégia                       | #2      |
| Lengyelország                  | #1      |
| Egyesült Arab Emírségek        | #5      |

| Ország             | Hitelesítés | Értékesítés |
| ------------------ | ----------- | ----------- |
| Brazília           | Arany       | 50,000+     |
| Kanada             | Arany       | 50,000+     |
| Egyesült Királyság | Arany       | 100,000+    |
| India              | 2× Platina  | 40,000+     |
| Finnország         | Platina     | 30,000+     |
| Svédország         | Arany       | 30,000+     |
| Görögország        | Arany       | 10,000+     |
| Olaszország        | Arany       | 10,000+     |
| Svájc              | Arany       | 15,000+     |